# Keisuke Kasai
Keisuke Kasai (japanisch 笠井 佳祐 Kasai Keisuke; * 30. August 2002 in der Präfektur Chiba) ist ein japanischer Fußballspieler.

## Karriere
Keisuke Kasai erlernte das Fußballspielen in der Schulmannschaft der Kanto Daiichi High School sowie in der Universitätsmannschaft der Toin University of Yokohama. Die Saison 2024 wurde er von der Universität an den Erstligisten Albirex Niigata ausgeliehen. Für Albirex bestritt er 2024 ein Spiel im Ligapokal. In der ersten Liga kam er nicht zum Einsatz. Nach der Ausleihe wurde er am 1. Februar 2025 fest von Niigata unter Vertrag genommen. Sein Erstligadebüt gab Keisuke Kasai am 29. März 2025 (7. Spieltag) im Heimspiel gegen Gamba Osaka. Bei dem 3:3-Unentschieden wurde er in der 90.+1' Minute für Motoki Hasegawa eingewechselt.